# Lion (Pyrénées-Atlantiques)
Pour les articles homonymes, voir Lion (homonymie).
Lion est une ancienne commune française du département des Pyrénées-Atlantiques. En 1831, la commune fusionne avec Samsons pour former la nouvelle commune de Samsons-Lion.

## Géographie
Lion est un village du Vic-Bilh, située au nord-est du département et de Pau.

## Toponymie
Le toponyme Lion apparaît sous les formes 
Le Leon (XIIIe siècle, fors de Béarn), 
Aulioo (1385, censier de Béarn), 
Lo Lioo et Lo Lion (respectivement 1544 et 1546, réformation de Béarn) et 
Le Lyon (1778, dénombrement d'Anoye).

## Histoire
Paul Raymond note qu'en 1385, Lion comptait quatre feux et dépendait du bailliage de Lembeye et de la clau d'Anoye.

## Démographie
| 1793 | 1800 | 1806 | 1821 |
| ---- | ---- | ---- | ---- |
| 64   | 66   | -    | 93   |

## Culture locale et patrimoine

### Patrimoine civil
Lion présente un ensemble de demeures et de fermes dont la construction s'est étalée du XVIIIe au XIXe siècle.

### Patrimoine religieux
L'église Sainte-Madeleine, date partiellement du XIIe siècle. Elle recèle du mobilier et des objets, inscrits à l'Inventaire général du patrimoine culturel.

## Pour approfondir